# Gōdo
Gōdo (japanska: 神戸町?, Gōdo-chō) är en landskommun i Gifu prefektur i Japan. 